# St. Andreas (Willmersreuth)

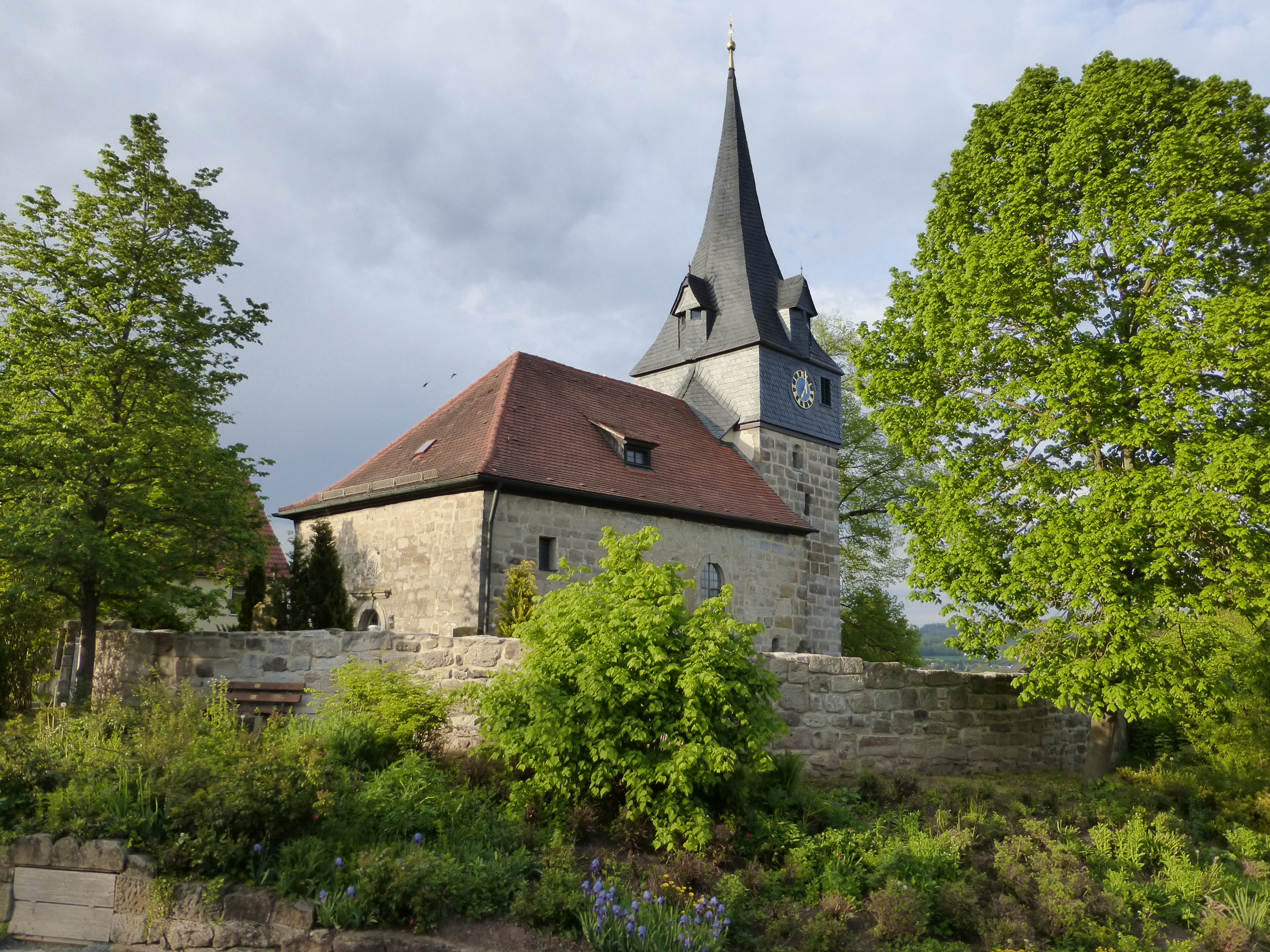
St. Andreas (Willmersreuth)

Die denkmalgeschützte, evangelisch-lutherische Filialkirche St. Andreas steht in Willmersreuth, einem Gemeindeteil des Marktes Mainleus im oberfränkischen Landkreis Kulmbach (Bayern). Die Wehrkirche entstand in romanischer Zeit.  Die Kirchengemeinde gehört zum Dekanat Kulmbach im Kirchenkreis Bayreuth der Evangelisch-Lutherischen Kirche in Bayern.

## Beschreibung
Der spätromanische Chorturm auf quadratischem Grundriss der Saalkirche im Osten des Langhauses wurde mit einem schieferverkleideten Geschoss aus Holzfachwerk aufgestockt, das die Turmuhr und den Glockenstuhl mit einer 1439 gegossenen Kirchenglocke beherbergt. Er ist mit einem achtseitigen Knickhelm bedeckt, der mit vier Dachgauben versehen ist. Der Innenraum mit seinen Emporen an drei Seiten wurde 1752–54 durch den Markgrafenstil geprägt, zu dem ein Kanzelaltar als Kirchenausstattung gehört. Das Taufbecken stammt aus der 2. Hälfte des 16. Jahrhunderts.